# 카밀라 안디니
카밀라 안디니(Kamila Andini, 1986년 5월 6일 ~ )는 인도네시아의 영화 감독이다.

## 작품 목록
- 거울은 거짓말 하지 않는다 (2011)
- 팔로잉 디아나 (2015)
- 보이는 것과 보이지 않는 것 (2017)
- 세카르 (2018)
- 유니 (2021)
- 나나 (2022)